# Семасіологія
Семасіологія (грец. sēmasía — значення, зміст і грец. lógos — слово, давніша назва семантики) — наука, яка досліджує фактичні значення слів, незалежно від їхньої вимови, зокрема в діахронному й психолінгвістичному розумінні, включаючи вчення про розвиток значень граматичних категорій та про засвоювання дитиною й мовцем нових понять, слів і значень і про виникнення нових значень. Це наближувало семасіологію до ономасіології, науки про засади й процеси називання.